# Pleurodasys incomptus
Pleurodasys incomptus is een buikharige uit de familie van de Cephalodasyidae. De wetenschappelijke naam van de soort werd voor het eerst geldig gepubliceerd in 2017 door Todaro, Dal Zotto, Bownes en Perissinotto.